# رالف را نجات دهید
رالف را نجات دهید (به انگلیسی: Save Ralph) یک فیلم کوتاه استاپ‌موشن مستندنما است که توسط اسپنسر ساسر نوشته و کارگردانی شده‌است. بازیگران این فیلم تایکا وایتیتی، ریکی جرویز، زک افران، الیویا مان، پام کلمنتیئف، تریشا هلفر و خودریگو سانتورو هستند. ماجرا به دنبال مصاحبه با رالف (با صدای وایتیتی)، خرگوشی است که جزئیات زندگی خود را در حالی که برای آزمایش حیوانات استفاده می‌شود و صدماتی که به بدن او وارد شده‌است تعریف می‌کند. این فیلم کوتاه ۴ دقیقه‌ای به تهیه کنندگی جف وسپا توسط جامعه بین‌المللی انسانیت در ۶ آوریل ۲۰۲۱ اکران شد و مورد تحسین منتقدان قرار گرفت.

## تولید
ایده این فیلم توسط Humane Society International به عنوان بخشی از یک کمپین #SaveRalph با هدف منع آزمایش بر روی حیوانات در سراسر جهان ساخته شده‌است. اسپنسر ساسر نویسنده و کارگردان این اثر در مورد تصمیم برای ساخت این فیلم انیمیشن گفت: "من احساس کردم که استاپ‌موشن بهترین راه برای انتقال پیام به مردم است. وقتی واقعیت وحشتناک نحوه رفتار با حیوانات را می‌بینید، نمی‌توانید نگاهتان را دور نگه دارند. من امیدوار بودم که با این فیلم به ایجاد چیزی که این پیام را می‌رساند در سراسر جهان بیش از حد خشونت آمیز است. " عروسک‌های انیمیشن، استودیو از دست نشانده ساز مشهور اندی گنت، که او نیز برای انجام انجام شد فیلم آقای فاکس شگفت‌انگیز و جزیره سگ‌ها آداری توسط وس اندرسون کار شده‌است.  هر مورد در فیلم دست ساز بود و ساخت عروسک رالف پنج هفته طول کشید. برای صدا به عنوان رالف، تایکا وایتیتی اولین کسی بود که کارگردان اسپنسر ساسر با او تماس گرفت و بلافاصله او را برای ان نقش برگزید.

### انتشار
در ۲۴ مارس ۲۰۲۱ ، اولین مطالب تبلیغاتی برای فیلم ظاهر شد که توسط گویندگی وایتیتی با جمله ای به اشتراک گذاشته شد از این قرار است: " اگر فیلم را از عمد تماشا نکنید و آن را دوست نداشته باشید، به این معنی است که شما از حیوانات متنفر هستید و یا برایتان اهمیتی ندارد"  نسخه اصلی فیلم در ۶ آوریل ۲۰۲۱ در کانال  یوتیوب هویمن سوسیالیستی انترنشنال آپلود شد و تاکنون ۹.۹ میلیون بازدید داشته است از ۲۶ آوریل این ویدئو به پنج زبان دوبله شد و قرار است زیرنویس به هفت زبان دیگر از جمله آلمانی منتشر شود. همچنین در تاریخ ۶ آوریل، انجمن بین‌المللی هومن سوسیالیست اینترشنال با سازندگان این فیلم مصاحبه‌های ویدئویی و گفتگوهای زنده را برگزار کرده‌اند.

## داستان
رالف در گفتگو با Humane Society International برای ساخت مستندی در مورد زندگیش در حالی که هر روز به عنوان " آزمایشگر " برای تولید محصولات آرایشی و بهداشتی آزمایش می‌شود، به گروه سازنده می‌گوید که چگونه از یک چشمش نابینا است و تا حدی گوشش نمی‌شنود. هنگام آماده شدن برای کار، رالف با لحنی ناراحت‌کننده توضیح می‌دهد که چگونه لزوماً به زندگی خود اهمیت نمی‌دهد، زیرا احساس می‌کند بدن خود را برای کمک به انسان‌ها فدا می‌کند و ارزش این را دارد. در یک آزمایشگاه، دوستان خرگوش رالف پیش از تزریق ماده شیمیایی ناشناخته به رالف در یکب از چشمان سالمش، از گروه تولید التماس می‌کنند تا آنها را از آزمایش بر رویشان نجات دهند. رالف که در آخر کاملاً نابینا می‌شود، اظهارات آخر خود را می‌گوید؛ بدون آزمایش حیوانات، او می‌توانست در یک مزرعه "مانند یک خرگوش معمولی" به زندگیش ادامه بدهد. با پایان یافتن فیلم، رالف با انگشت شست نسبت به دوربین انگشتش را بالا می‌برد.